# WWF International Tag Team Championship
Het WWF International Tag Team Championship was een professioneel worstelkampioenschap voor tag teams dat geproduceerd werd door World Wide Wrestling Federation, van 1969 tot 1972 en in 1985 door World Wrestling Federation en New Japan Pro Wrestling.

## Titel geschiedenis
| Worstelaar                                 | #                       | Datum            | Stad                      | Aantekeningen                                                                                              |  |
| ------------------------------------------ | ----------------------- | ---------------- | ------------------------- | --- |  |
| Rising Suns (Toru Tanaka en Mitsu Arakawa) | 1                       | Juni 1969        | Japan                     | |  |
| Battman en Bruno Sammartino                | 1                       | 8 december 1969  | Pittsburgh (Pennsylvania) | |  |
| Tony Marino en Victor Rivera               | 1                       | 12 december 1969 | New York                  | Rivera verving Sammartino nadat Sammartino de WWWF World Heavyweight Championship had.                     |  |
| The Mongols (Bepo en Geto Mongol)          | 1                       | 15 juni 1970     | New York                  | |  |
| Bruno Sammartino en Dominic DeNucci        | 1                       | 18 juni 1971     | Pittsburgh (Pennsylvania) | |  |
| The Mongols                                | 2                       | 2 juli 1971      | New York                  | |  |
| Luke Graham en Tarzan Tyler                | 1                       | 12 november 1971 | New York                  | Ze waren ook kampioen van de WWWF World Tag Team Championship.                                             |  |
| Bepo Mongol en Johnny De Fazio             | 1                       | 18 december 1971 | Pittsburgh (Pennsylvania) | |  |
| Beschikbaar en inactief                    | Beschikbaar en inactief | 1972             |                           | De titel werd inactief wanneer de Pittsburgh promotie verkocht werd door de National Wrestling Federation. |  |
| Tatsumi Fujinami en Kengo Kimura           | 1                       | 24 mei 1985      | Kobe, Japan               | Versloeg Dick Murdoch en Adrian Adonis in een toernooi finale.                                             |  |
| Opgeborgen                                 | Opgeborgen              | 31 oktober 1985  |                           | De titel werd opgeborgen wanneer New Japan hun partnership met de WWF heeft beëindigd.                     |  |